# Boechera puberula
Boechera puberula är en korsblommig växtart som först beskrevs av Thomas Nuttall, och fick sitt nu gällande namn av Robert D. Dorn. Boechera puberula ingår i släktet indiantravar, och familjen korsblommiga växter. Inga underarter finns listade i Catalogue of Life.